# Ventitré (film)
Ventitré è un film del 2004 diretto da Duccio Forzano, con protagonisti il trio comico I Ditelo voi.

## Trama
In un piccolo paesino del napoletano, tre amici, Francesco, Mimmo e Lello, riescono ad ottenere un incontro con dieci splendide ragazze bulgare conosciute su internet, previsto per Natale. Preoccupate per l'imminente arrivo, le mogli, le madri e non solo, con l'aiuto dell'insegnante di ballo brasiliana, cercheranno di smuovere gli spiriti bollenti degli abitanti del paese. L'incontro è solo un inganno di tre bulgari ma, alla fine, tutto si risolverà per il meglio e ognuno troverà l'amore.